# نادي ماراثون
نادي ماراثون هو نادي كرة قدم هندوراسي أٌسس عام 1925. يلعب النادي في الدوري الهندوراسي الدرجة الأولى لكرة القدم.